# آبائورا آلتا
آبائورا آلتا (به اسپانیایی: Abaurrea Alta) یک شهرستان در اسپانیا با جمعیت ۱۴۲ نفر است که در Pic d'Anie واقع شده‌است.